# فیلیپو دنی
فیلیپو دنی (انگلیسی: Filippo Dani؛ زادهٔ ۲۷ ژوئن ۱۹۹۹) بازیکن فوتبال است.
از باشگاه‌هایی که در آن بازی کرده‌است می‌توان به باشگاه فوتبال ویچنزا ویرتوس اشاره کرد.